# Javier Ruibal
Francisco Javier Ruibal de Flores Calero, (ur. 15 maja 1955 w El Puerto de Santa María, region Kadyks) – kompozytor, gitarzysta, wokalista i autor tekstów. Grający muzykę o widocznym wpływie muzyki sefardyjskiej, flamenco, jazzu, rocka i innych. 28 lutego 2007, otrzymał Medal Andaluzji za osiągnięcia w czasie swojej kariery. 
Jego teksty są pod dużym wpływem poezji hiszpańskiej ze szczególnym naciskiem na grupę "Pokolenie 27" takich jak Rafael Alberti, Federico García Lorca oraz twórców klasycznych np. Erik Satie. Występuje jako profesjonalista od 1978. Komponuje dla filmu Pabla Carbonella Atún y chocolate (Tuńczyk i czekolada), programów telewizyjnych Ratones Coloraos telewizji Canal Sur oraz różnych produkcji audiowizualnych jak El mar de la libertad, A galopar czy Algeciras-Tanger. 
Komponował dla innych artystów jak Martirio, Aną Belén, Javier Krahe, Mónicą Molina czy Pasión Vega a śpiewał i grał z zespołem Radio Tarifa, Pablo Milanésem, Joaquínem Sabiną, Celtasem Cortosem, Carlosem Cano, Carmen París i Joaquinem Calderónem. 
Jego piosenki (np. "La Reina de África" czy "Pensión Triana") są przykładem mieszania stylów muzycznych co Javier Ruibal często robi w swoich kompozycjach.

## Dyskografia
- Duna (1983, Hispavox)
- Cuerpo Celeste (1986, Ariola)
- La Piel De Sara (1989, Ariola)
- Pensión Triana (1994, Discos Lollipop.)
- Contrabando (1997, PDI)
- Las Damas Primero (2001, 18 chulos)
- Sáhara (2003, World Music Network)
- Lo Que Me Dice Tu Boca (2005, 18 chulos)

## Współpraca muzyczna
Lista jest długa i wymieniono tylko najistotniejszych muzyków z którymi współpracował:
- Tito Alcedo – gitara hiszpańska
- Chano Domínguez – fortepian
- Alfonso Gamaza – gitara basowa
- Ramón González – perkusja
- Munir Hossn – gitara basowa
- Piero Lasorsa – saksofon
- Jesús Lavilla – instrumenty klawiszowe
- Federico Lechner – instrumenty klawiszowe
- Guillermo McGuill – perkusja
- Victor Merlo – gitara basowa
- Gerardo Núñez – gitara
- Jorge Pardo – flety i saksofon
- Raúl Rodríguez – gitara basowa
- Javi Ruibal – instrumenty perkusyjne
- David Thomas – gitara basowa
- Antonio Toledo – gitara hiszpańska
- Pepe Torres – instrumenty klawiszowe